# Pont San Mateo-Hayward
Pour les articles homonymes, voir San Mateo, Mateo (homonymie) et Hayward.
Le pont San Mateo-Hayward ou simplement pont San Mateo (en anglais : San Mateo–Hayward Bridge) est un pont traversant la baie de San Francisco, en Californie, aux États-Unis, reliant la péninsule de San Francisco avec la East Bay. Il relie Foster City à Hayward.
C'est le plus long pont de la baie de San Francisco et l'un des plus longs du monde.

## Description
Le pont est la propriété de l'État de Californie, et est maintenu par Caltrans, l'agence de l'autoroute de l'État. Il fait partie de la State Route 92, dont le terminus se trouve à l'ouest de la ville de Half Moon Bay, sur la côte Pacifique. Sa principale fonction est de relier l'Interstate 880 dans la baie Orient, avec la US Route 101 sur la péninsule. Il se situe entre le San Francisco-Oakland Bay Bridge et le pont de Dumbarton.
La travée principale mesure 229 m pour un gabarit de 41 m de hauteur.

## Galerie

Position du pont dans la baie de San Francisco.
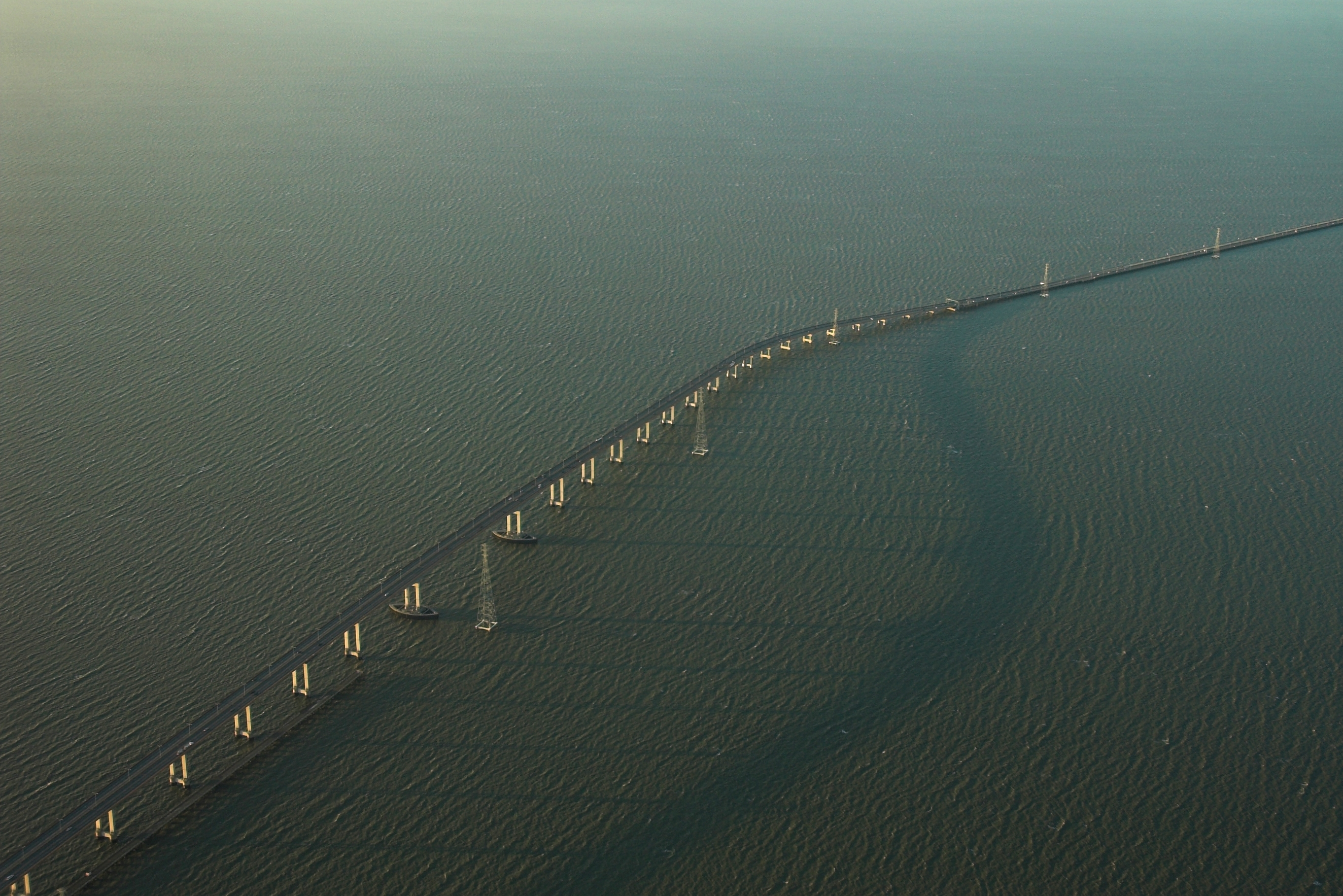
Vue aérienne.
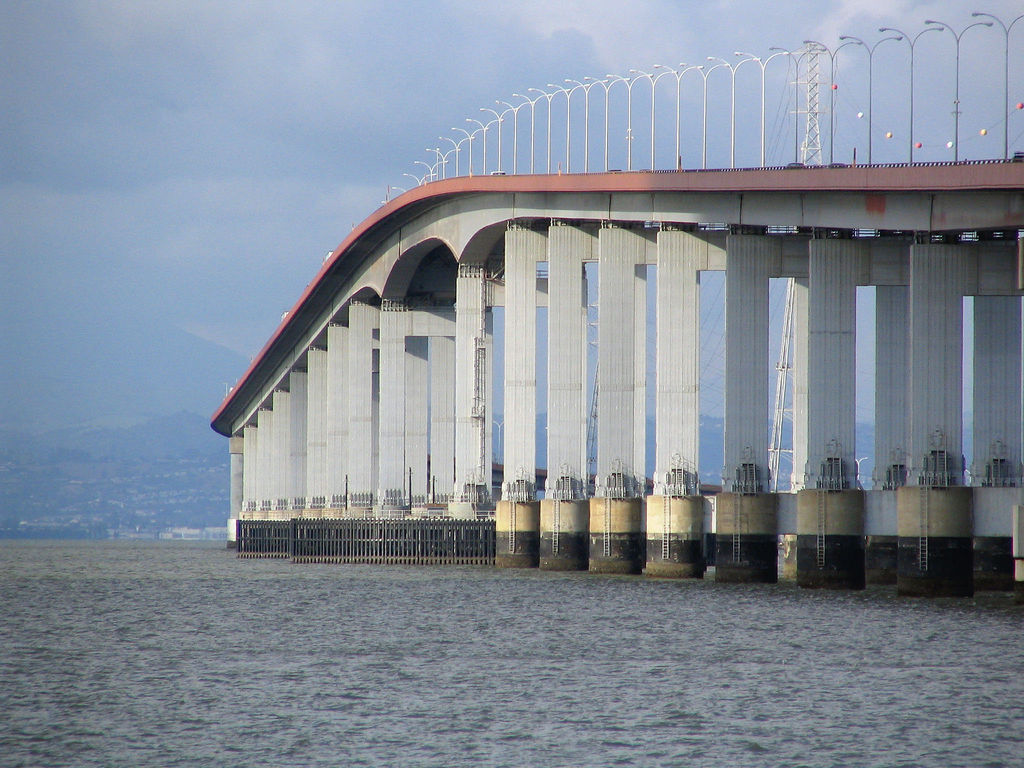
Travée centrale.
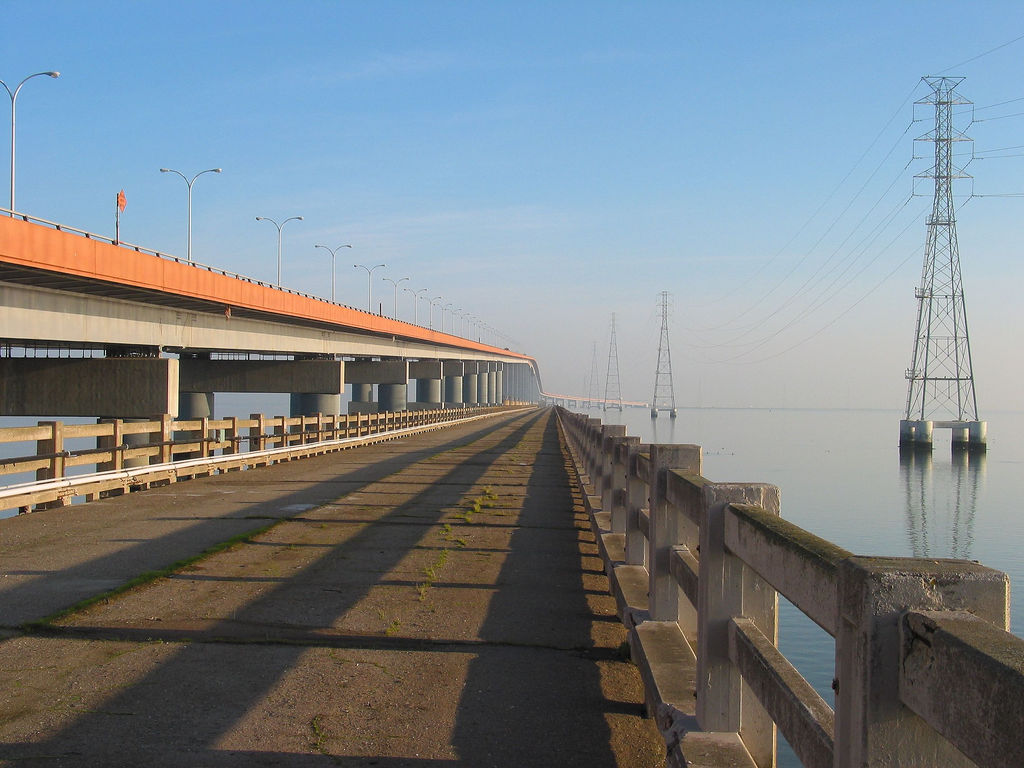
L'ancien pont.